# Enasiba microcera
Enasiba microcera là một loài bọ cánh cứng trong họ Ptinidae. Loài này được Clark miêu tả khoa học năm 1923.